# Костараинера
Костараинера (итал. Costarainera) је насеље у Италији у округу Империја, региону Лигурија.
Према процени из 2011. у насељу је живело 377 становника. Насеље се налази на надморској висини од 235 м.

## Становништво
| 1936. | 1951. | 1961. | 1971. | 1981. | 1991. | 2001. | 2011. |
| ----- | ----- | ----- | ----- | ----- | ----- | ----- | ----- |
| 342   | 405   | 595   | 603   | 579   | 639   | 718   | 803   |